# Lisca Nera
Lisca Nera je nenaseljeni otočić u Liparskom otočju. Otočje se nalazi sjeverno od Sicilije, u Tirenskom moru, u Italiji.
Najbliži veći otok je Panarea. Administrativno, otok pripada općini Lipari.

## Geologija
Lisca Nera, kao i susjedni otočići Bottaro, Dattilo, Lisca Bianca i brojne hridi, su ostaci ugaslog vulkanskog grotla nastalog prije 130 000 godina. U prošlosti, ovi su otočići vjerojatno bili povezani u jedno kopno, možda čak i spojeni s Panareom. No, utjecaj atmosferskih prilika i uzdizanje i spuštanje tla (pojava karakteristična za ovo otočje) učinili su da danas postoji niz manjih otoka. Smatra se da je ovaj proces završen prije oko 10 000 godina.:str. 23.:str 134.
Danas je Lisca Nera je samo mala hrid koja viri iz mora kod otoka Panarea, a tijekom oluje potpuno nestane pod valovima. No, sve do sredine dvadesetog stoljeća bila je velika nekoliko desetaka četvornih metara. Kiša, more i vjetar erodirali su ovu stijenu, pri čemu je s otoka nestalo i ono malo biljnih i životnjiskih vrsta, kao npr. pomorsku guštericu (Podarcis siculus) i neke biljne vrste, kao i nejasne tragove prošlosti ljudske prisutnosti (krhotine obsidijana).:str. 190.

## Flora i fauna
Godine 1991., Lisca Nera je, zajedno s ostalim manjim otočićima oko Panaree, proglašena integralnim prirodnim rezervatom, uz zabranu iskrcavanja, osim u znanstvene svrhe.
:str. 208.